# Somchai Chanthavanij
Somchai Chanthavanij (taj.  สมชาย ฉันทวานิช; ur. 10 maja 1947) – tajski strzelec specjalizujący się w skeecie, trzykrotny olimpijczyk. 
Startował na igrzyskach w 1976 roku (Montreal), 1984 roku (Los Angeles) i 1988 roku (Seul). W Montrealu, zajął 50. miejsce w skeecie ex aequo z trzema zawodnikami; w tej samej konkurencji w Los Angeles, zajął 58. pozycję ex aequo z dwoma zawodnikami, natomiast w Seulu, zajął 50. miejsce w kwalifikacjach i jednocześnie w zestawieniu końcowym.
W 1986 roku, zajął ósme miejsce w zawodach Pucharu Świata w Seulu, które były również jednocześnie zawodami rozgrywanymi w ramach Igrzysk Azjatyckich 1986 (zdobył tam 188 punktów). Z wynikiem 178 punktów, zajął ósme miejsce na Mistrzostwach Azji 1987.

## Wyniki olimpijskie
| Igrzyska | Konkurencja | Wynik       | Miejsce | Źródło |
| -------- | ----------- | ----------- | ------- | ------ |
| IO 1976  | Skeet       | 181 punktów | 50T     | [ 2 ]  |
| IO 1984  | Skeet       | 172 punkty  | 58T     | [ 3 ]  |
| IO 1988  | Skeet       | 138 punktów | 50      | [ 4 ]  |